# Gustavo Envela
Emilio Gustavo Bodjedi Envela Mahua  (ur. 22 stycznia 1968 w Bata) – lekkoatleta z Gwinei Równikowej, sprinter, olimpijczyk.
Zawodnik czterokrotnie reprezentował swój kraj na igrzyskach olimpijskich:
- w 1984 startował w biegach na 100 i 200 metrów.
- w 1988 startował w biegach na 200 i 400 metrów.
- w 1992 startował w biegu na 100 metrów.
- w 1996 startował w biegu na 100 metrów i sztafecie 4 × 100 m.

We wszystkich przypadkach odpadł w eliminacjach.

## Rekordy życiowe
| Dystans            | Wynik | Miejsce    | Data             |
| ------------------ | ----- | ---------- | ---------------- |
| bieg na 100 metrów | 10,40 | Gresham    | 29 kwietnia 1985 |
| bieg na 200 metrów | 21,33 | Eugene     | 18 maja 1985     |
| bieg na 400 metrów | 46,78 | Sacramento | 14 czerwca 1986  |